# امرأة ضلت الطريق (فلم)
امرأة ضلت الطريق هو فيلم مصري من إخراج نبوي عجلان وبطولة نورا، سمير صبري، وحيد سيف، دينا، أشرف عبد الباقي وخليل مرسي، صدر الفيلم في 14 مايو 1990.

## نبذة
يتعاطف أحمد مع المطلقة آمال لظروفها القاسية ويساعدها حتى تجد عملًا ويتزوجان. يطمع صديقه الثري عادل في آمال التي تنبهر بثرائه وتستجيب لتودده لها. تطلب الطلاق من زوجها فيرفض. يكتشف أحمد علاقة زوجته بعادل فيقرر الانتقام منهما.

## طاقم العمل
- نورا بدور آمال
- سمير صبري بدور أحمد [1]
- وحيد سيف بدور عادل
- دينا بدور سميرة
- أشرف عبدالباقي بدور فوزي
- خليل مرسي بدور شوقي

## وصلات خارجية
- مقالات تستعمل روابط فنية بلا صلة مع ويكي بيانات